# 5656 Oldfield
För andra betydelser, se Oldfield.
5656 Oldfield eller A920 TA är en asteroid i huvudbältet, som upptäcktes den 8 oktober 1920 av den tysk-amerikanske astronomen Walter Baade i Bergedorf. Den har fått sitt namn efter den brittiske musikern Mike Oldfield.
Asteroiden har en diameter på ungefär 7 kilometer.